# Гантершвиль
Гантершвиль (нем. Ganterschwil) — деревня и бывшая коммуна в Швейцарии, в кантоне Санкт-Галлен.
До 2012 года имела статус отдельной коммуны. 1 января 2013 года была объединена с коммуной Бючвиль в новую коммуну Бючвиль-Гантершвиль.
Входит в состав округа Тоггенбург. Население составляет 1168 человек (на 31 декабря 2006 года). Официальный код — 3403.